# Peridroma intecta
Peridroma intecta är en fjärilsart som beskrevs av Walker 1857. Peridroma intecta ingår i släktet Peridroma och familjen nattflyn. Inga underarter finns listade i Catalogue of Life.